# Michele Mitchell
Michele Anne Mitchell (Phoenix, 10 de enero de 1962) es una deportista estadounidense que compitió en saltos de plataforma.
Participó en dos Juegos Olímpicos de Verano en los años 1984 y 1988, obteniendo dos medallas, plata en Los Ángeles 1984 y plata en Seúl 1988. Ganó una medalla de oro en los Juegos Panamericanos de 1987.

## Palmarés internacional
| Juegos Olímpicos     | Juegos Olímpicos              | Juegos Olímpicos | Juegos Olímpicos |
| Año                  | Lugar                         | Medalla          | Prueba           |
| -------------------- | ----------------------------- | ---------------- | ---------------- |
| 1984                 | Los Ángeles (Estados Unidos)  | Medalla de plata | Plataforma 10 m  |
| 1988                 | Seúl (Corea del Sur)          | Medalla de plata | Plataforma 10 m  |
| Juegos Panamericanos |                               |                  |                  |
| Año                  | Lugar                         | Medalla          | Prueba           |
| 1987                 | Indianápolis (Estados Unidos) | Medalla de oro   | Plataforma 10 m  |